# Scrimă la Universiada de vară din 1979
Probele de scrimă la Universiada de vară din 1979 s-au desfășurat în Ciudad de México, Mexic.

## Rezultate

### Masculin
| Probă             | Aur                      | Argint                 | Bronz                                                                |
| Floretă           | Aleksandr Romankov (URS) | Vladimir Smirnov (URS) | Klaus Härtter (GDR)                                                  |
| Floretă pe echipe | URS                      | Italia                 | Republica Democrată Germană                                          |
| Spadă             | Ernő Kolczonay (HUN)     | Leonid Dunaev (URS)    | Hanns Jana (FRG)                                                     |
| Spadă pe echipe   | Ungaria                  | URS                    | România · Liviu Angelescu · Ioan Popa · Mihai Popa · Octavian Zidaru |
| Sabie             | Imre Gedővári (HUN)      | Mihail Burțev (URS)    | Marin Mustață (ROM)                                                  |
| Sabie pe echipe   | URS                      | Ungaria                | Polonia                                                              |

## Feminin
| Probă             | Aur                         | Argint                 | Bronz               |
| Floretă           | Pascale Trinquet (FRA)      | Cornelia Hanisch (FRG) | Mandy Niklaus (GDR) |
| Floretă pe echipe | Republica Democrată Germană | URS                    | RFG                 |